# DKW RT 125
Die DKW RT 125 ist ein Motorrad, das unter der Marke DKW der Auto Union AG zwischen 1940 und 1944 gebaut wurde. Die Abkürzung RT in Verbindung mit dem Markennamen DKW steht für Reichstyp, der mit dem Vorgängermodell DKW RT 100 eingeführt wurde.
Nach dem Zweiten Weltkrieg war die Konstruktion nicht mehr geschützt und wurde von verschiedenen Herstellern in mehreren Ländern nachgebaut. Die unter der Leitung von Hermann Weber im DKW-Stammwerk Zschopau entwickelte DKW RT 125 gilt als meistkopiertes Motorrad der Welt.
Zusammengenommen mit rund 133.000 von der Auto Union GmbH (1949–1957) und rund 324.500 Einheiten der IFA aus der DDR (1949–1965) ist sie eines der meistgebauten Motorräder in Deutschland.

## Modellgeschichte und Technik

### Zivile Ausführung

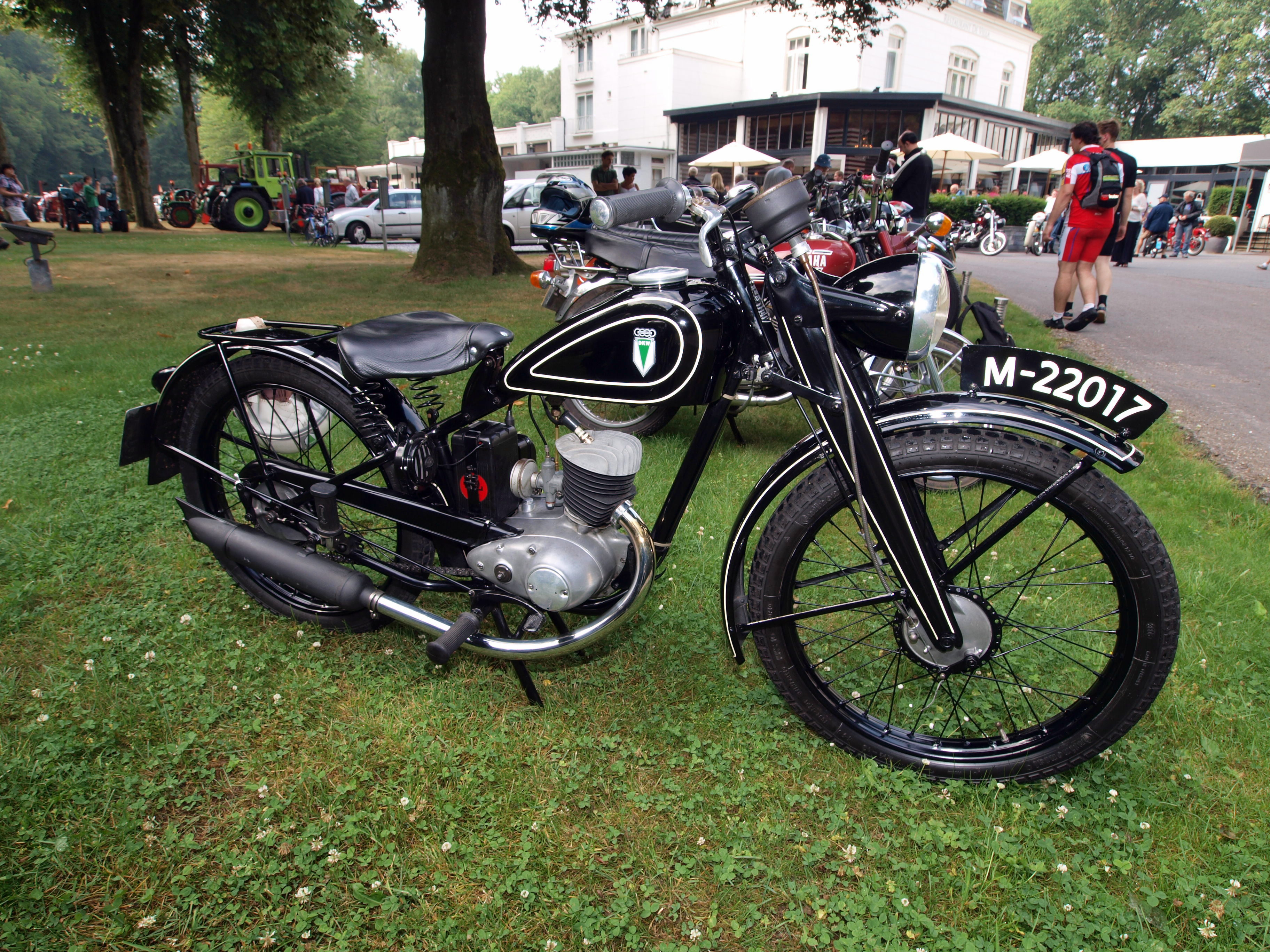
DKW RT 125, Bauzeit 1940–1941

Die RT 125 wurde 1939 als letzte zivile Weiterentwicklung vor dem Zweiten Weltkrieg vorgestellt. Die Konstruktion basierte auf der RT 100, die als Verkaufserfolg von 1934 bis 1940 über 70.000-mal produziert wurde und auch als RT 2 ½ PS, später RT 3 PS bekannt war.
Ähnlich wie bei der RT 100 besteht das Fahrwerk aus einem geschlossenen Einrohrrahmen. Das Hinterrad ist nicht gefedert, das Vorderrad wird in einer Parallelogrammgabel mit aus Stahlblech gepressten Gabelscheiden geführt.
Wichtigste Neuerung war ein komplett neu entwickelter fahrtwindgekühlter Einzylinder-Zweitaktmotor mit Schnürle-Umkehrspülung und Flachkolben. Motorblock und Zylinderkopf sind aus einer Aluminiumlegierung gefertigt; der Zylinder besteht aus Grauguss. Die Zylinderbohrung von 52 mm und der Kolbenhub von 58 mm ergeben einen Hubraum von 123 cm³. Er leistet 4,75 PS (3,5 kW) bei 4800/min, was für eine Höchstgeschwindigkeit von 80 km/h ausreicht.
Die Gemischaufbereitung übernimmt ein Vergaser mit Schwimmer und Nadelventil, die Motorschmierung erfolgt als Gemischschmierung mit einem Mischungsverhältnis des Zweitaktgemisches von 1 : 25 (Öl/Benzin). Er hat eine spannungsgeregelte 6-V-Gleichstromlichtmaschine mit Batteriezündung. Neu war auch die Dreigangfußschaltung, was damals technischer Höchststand war. Das Motorrad verbrauchte im Durchschnitt 2,5 l/100 km und kostete 425 Reichsmark. – zu der Zeit das Bruttomonatsgehalt eines Volksschullehrers; Soziussattel und Tachometer waren zusätzlich erhältlich. Die RT 125 war nur in Schwarz lieferbar; leer wog sie 66 Kilogramm.
Die Antriebskraft wird vom Motor über eine Lamellenkupplung an das Getriebe (Primärtrieb) und von dort an das Hinterrad (Sekundärantrieb) mit jeweils einer Kette übertragen.
Nach dem Zweiten Weltkrieg war diese Maschine die Basis für den Neuanfang sowohl im alten DKW-Stammwerk Zschopau (Sachsen) als auch bei der in Ingolstadt (Bayern) neu gegründeten Auto Union GmbH.

### Wehrmachtsmodell

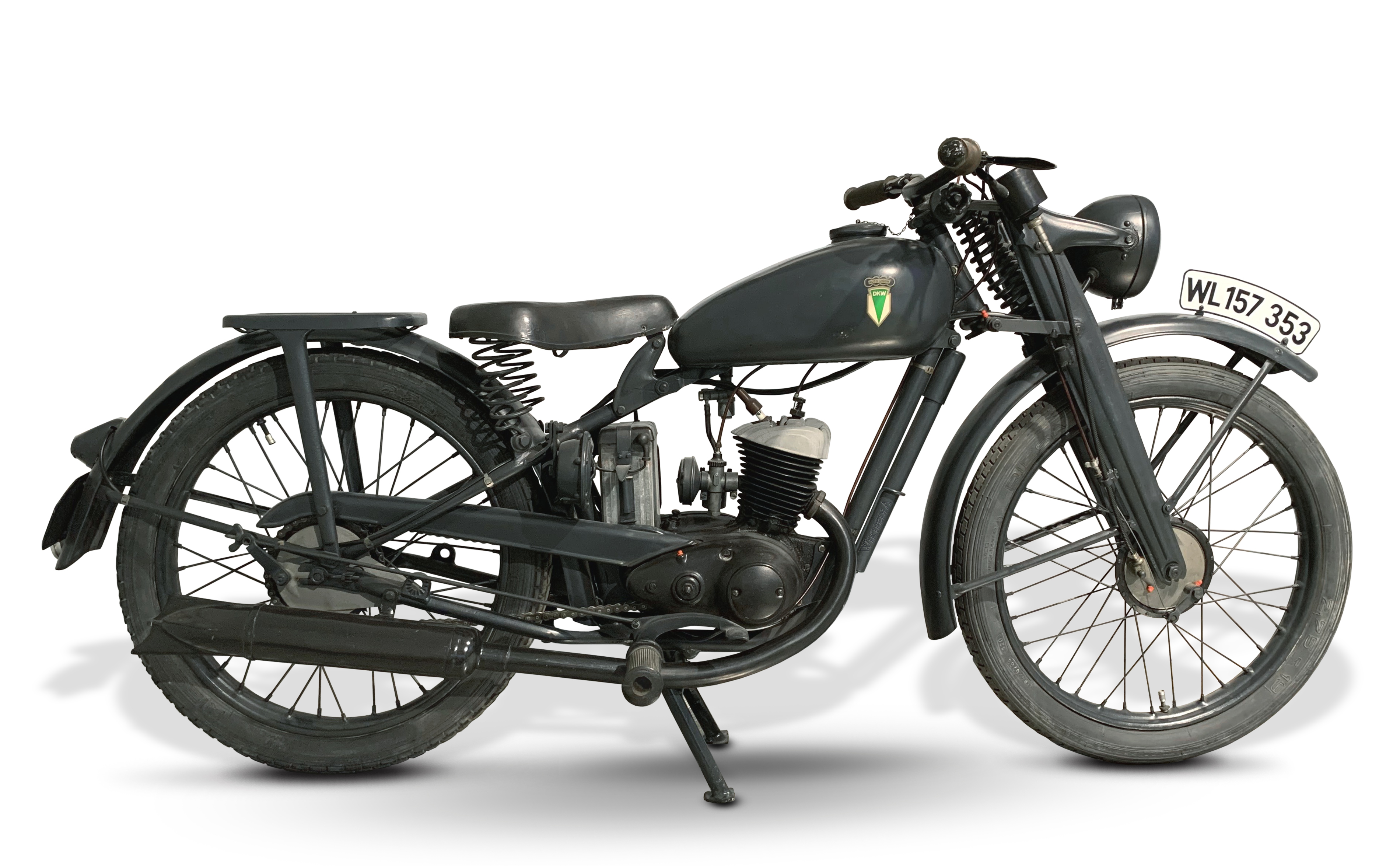
DKW RT 125-1 der Wehrmacht, Baujahre 1943–1944

1941 wurde die Produktion der RT 125 eingestellt, um der Wehrmacht größere Stückzahlen des Modells NZ 350-1 liefern zu können. Als die Verantwortlichen bemerkten, dass die NZ 350-1 mit ihrem Leergewicht von 175 Kilogramm oftmals zu schwer und zu unhandlich für Soldaten war, sollte sie für den Fronteinsatz durch ein leichteres Motorrad ersetzt werden.
Folglich wurde 1943 die Produktion der RT 125 mit leichten Modifikationen zum militärischen Einsatz unter dem Namen RT 125 neuere Ausführung (RT 125 n. A.) erneut aufgenommen. Zu den Änderungen des auch RT 125-1 genannten Wehrmachtsmotorrads zählen unter anderem ein größerer Tank mit militärischem Tankdeckel (Messbecher), Rahmenverstärkungsstreben (wie NZ 350-1), ein Wirbelluftfilter im Prinzip ähnlich der NZ 350-1, ein komplett aus Grauguss gefertigter Motor, Tachoantrieb mit ISGUS-Tachometer, Schraubenfederung der Trapezgabel (statt der Gummibandfederung des zivilen Modells), Packtaschen und die Lackierung in der ab 1943 eingeführten Militärlackierung Einheitsfarbe 43 (Dunkelgelb) oder Olivgrün. Für möglichst hohe Antriebskraft aus niedrigen Motordrehzahlen wurde ein Kettenritzel mit 13 Zähnen eingebaut, wodurch die Höchstgeschwindigkeit auf 75 km/h sank. Laut Produktionsplan sollten noch 1945 pro Monat 600 Maschinen gebaut werden.
Mit einem Leergewicht von 80 Kilogramm und einem zulässigen Gesamtgewicht von bis zu 240 Kilogramm war das Motorrad leicht und wendig. Rund 12.000 Fahrzeuge wurden bis Kriegsende an die Wehrmacht geliefert. 1944 gab das Oberkommando des Heeres je 100 RT 125 n. A. zum Export in die Schweiz und nach Schweden frei. Bis Ende März 1945 wurden von den zugesicherten 200 Motorrädern 165 geliefert.
Die RT 125 n. A. und die DKW NZ 350-1 waren die einzigen Motorräder, die gegen Kriegsende noch für die Wehrmacht gebaut wurden.

## Testberichte/Kritiken
Im August 1940 testete die Zeitschrift Motor und Sport die RT 125 und berichtete bzw. urteilte:

„Wer hätte vor 10 Jahren daran geglaubt, daß man aus einem serienmäßigen Motor von nur 125 ccm 5 PS herausholen könnte? Wer hätte geglaubt, daß man mit einem Motor derartig geringen Hubraumes einmal 80 km/st erreichen würde. […] Man wünscht sich direkt einen Steuerungsdämpfer an die Maschine, so schnell ist sie, und so flott kann man längere Strecken auch auf normaler Landstraße mit einem Durchschnitt zurücklegen, den man vor nicht allzulanger Zeit kaum einer 200er Maschine zugetraut hätte. Aber noch flotter könnte man, wie schon erwähnt, mit einem Steuerungsdämpfer vorwärtskommen, den man sehr oft vermißt. Das Getriebe läßt sich sehr gut schalten, und auch die gut liegende und durch Kerbverzahnung [am Ende der Schaltwelle] verstellbare Fußschaltung ist so leichtgängig und einfach zu bedienen, daß es eine wahre Freude ist. […] Besonders im Gelände und im Stadtverkehr kann man durch die Fußschaltung die Motorleistung immer im richtigen Augenblick einsetzen. Im Verein mit den gut abgestuften Gängen erreicht man eine Beschleunigung, wie man sie bei einem Motor von nur 125 ccm Hubraum nicht erwartet. […] Die Straßenlage ist besser, als wir es erwarteten. Nur muß man Buckel und sonstige Unebenheiten der Straße mit etwas Vorsicht genießen. […] Aber schließlich kann man einen solche Straßenlage, wie man sie von einer 150 kg schweren Maschine verlangt, nicht von einem solch kleinen Modell erwarten, […].“

Das Motorrad war vielen Konkurrenzmodellen in der Leistung (durch die alleinigen Rechte der Auto Union an der Umkehrspülung bei Zweitakt-Ottomotoren) überlegen und noch dazu preisgünstiger. So kostete die 1941 vorgestellte NSU 125 ZDB – mit einem Motor von 122 cm³ Hubraum und 4 PS Leistung sowie einer Höchstgeschwindigkeit von 70 km/h – 35 Reichsmark mehr als die RT 125.

## Technische Daten im Vergleich
|                       | RT 125                                                    | RT 125-1                                                  |
| --------------------- | --------------------------------------------------------- | --------------------------------------------------------- |
| Baujahre              | 1939–1941                                                 | 1943–1944                                                 |
| Motor                 | fahrtwindgekühlter Einzylinder-Zweitaktmotor, Kickstarter | fahrtwindgekühlter Einzylinder-Zweitaktmotor, Kickstarter |
| Steuerung             | Schlitzsteuerung                                          | Schlitzsteuerung                                          |
| Ladungswechsel        | Umkehrspülung                                             | Umkehrspülung                                             |
| Bohrung × Hub         | 52 × 58 mm                                                | 52 × 58 mm                                                |
| Hubraum               | 123 cm³                                                   | 123 cm³                                                   |
| Verdichtung           | 6 : 1                                                     | 6 : 1                                                     |
| Nennleistung          | 4,75 PS (3,5 kW) bei 4800/min                             | 4,75 PS (3,5 kW) bei 4800/min                             |
| max. Drehmoment       | 0,8 kpm (7,8 Nm) bei 3300/min                             | 0,8 kpm (7,8 Nm) bei 3300/min                             |
| Vergaser              | Amal, Graetzin, Bing                                      | Amal, Graetzin, Bing                                      |
| Schmierung            | Zweitaktgemisch 1 : 25                                    | Zweitaktgemisch 1 : 25                                    |
| Zündung               | Batteriezündung, kontaktgesteuert                         | Batteriezündung, kontaktgesteuert                         |
| Lichtmaschine         | 6 V – 35/45 W                                             | 6 V – 35/45 W                                             |
| Bordspannung          | 6 V                                                       | 6 V                                                       |
| Kupplung              | Mehrscheibenkupplung im Ölbad                             | Mehrscheibenkupplung im Ölbad                             |
| Getriebe              | 3-Gang mit Fußschaltung                                   | 3-Gang mit Fußschaltung                                   |
| Endantrieb            | Kette                                                     | Kette                                                     |
| Rahmen                | Einrohrrahmen mit Unterzug                                | Einrohrrahmen mit Unterzug                                |
| Maße (L × B × H)      | 1960 × 660 × 900 mm                                       | 1960 × 660 × 900 mm                                       |
| Radstand              | 1230 mm                                                   | 1230 mm                                                   |
| Sitzhöhe              | 680 mm                                                    | 680 mm                                                    |
| Radaufhängung vorn    | Parallelogrammgabel mit Gummibandfederung                 | Parallelogrammgabel mit Schraubenfeder                    |
| Radaufhängung hinten  | Starrrahmen                                               | Starrrahmen                                               |
| Felgengröße vorn      | 2,00 × 19″                                                | 2,00 × 19″                                                |
| Felgengröße hinten    | 2,00 × 19″                                                | 2,00 × 19″                                                |
| Bereifung vorn        | 2,50–19″                                                  | 2,50–19″                                                  |
| Bereifung hinten      | 2,50–19″                                                  | 2,50–19″                                                  |
| Bremse vorn           | Innenbacken-Trommelbremse, Ø 125 mm (Halbnabe)            | Innenbacken-Trommelbremse, Ø 125 mm (Halbnabe)            |
| Bremse hinten         | Innenbacken-Trommelbremse, Ø 125 mm (Halbnabe)            | Innenbacken-Trommelbremse, Ø 125 mm (Halbnabe)            |
| Leergewicht           | 66 kg (mit Soziussattel: 70 kg)                           | 80 kg                                                     |
| zul. Gesamtgewicht    | 185 kg                                                    | 240 kg                                                    |
| Tankinhalt            | 7,5 l                                                     | 9 l                                                       |
| Höchstgeschwindigkeit | 80 km/h                                                   | 75 km/h                                                   |
| Stückzahl             | rd. 21.000                                                | rd. 12.000                                                |

Quellen: 

## Trivia
In eine 1940 endmontierte DKW RT 125 wurde der 1.000.000ste in Zschopau hergestellte Zweitaktmotor (Stationär- und Einbaumotoren eingeschlossen) eingebaut.

## Kopien und Nachbauten

### Nicht mehr bestehender Schutz nach Ende des Zweiten Weltkriegs

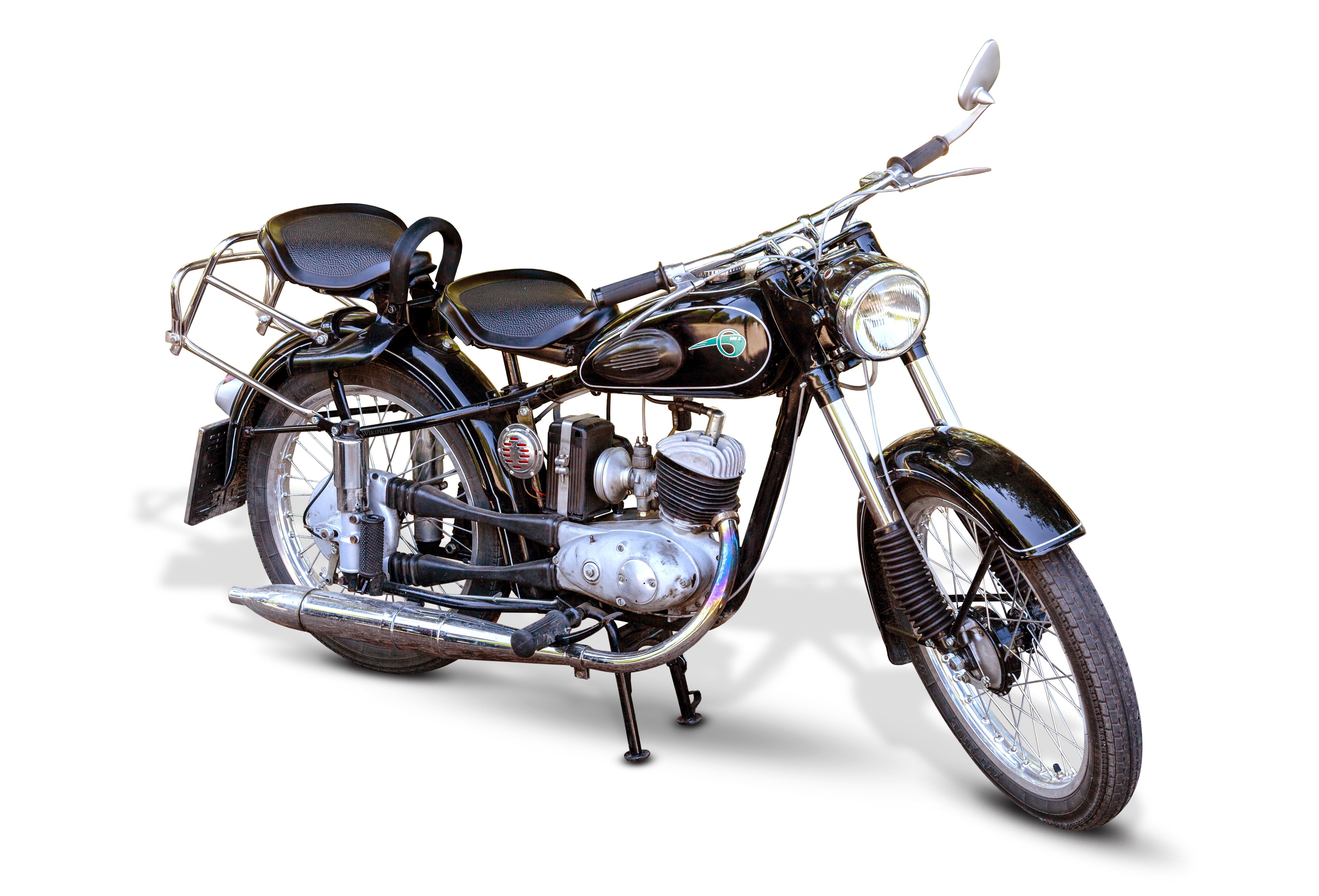
MZ (RT) 125

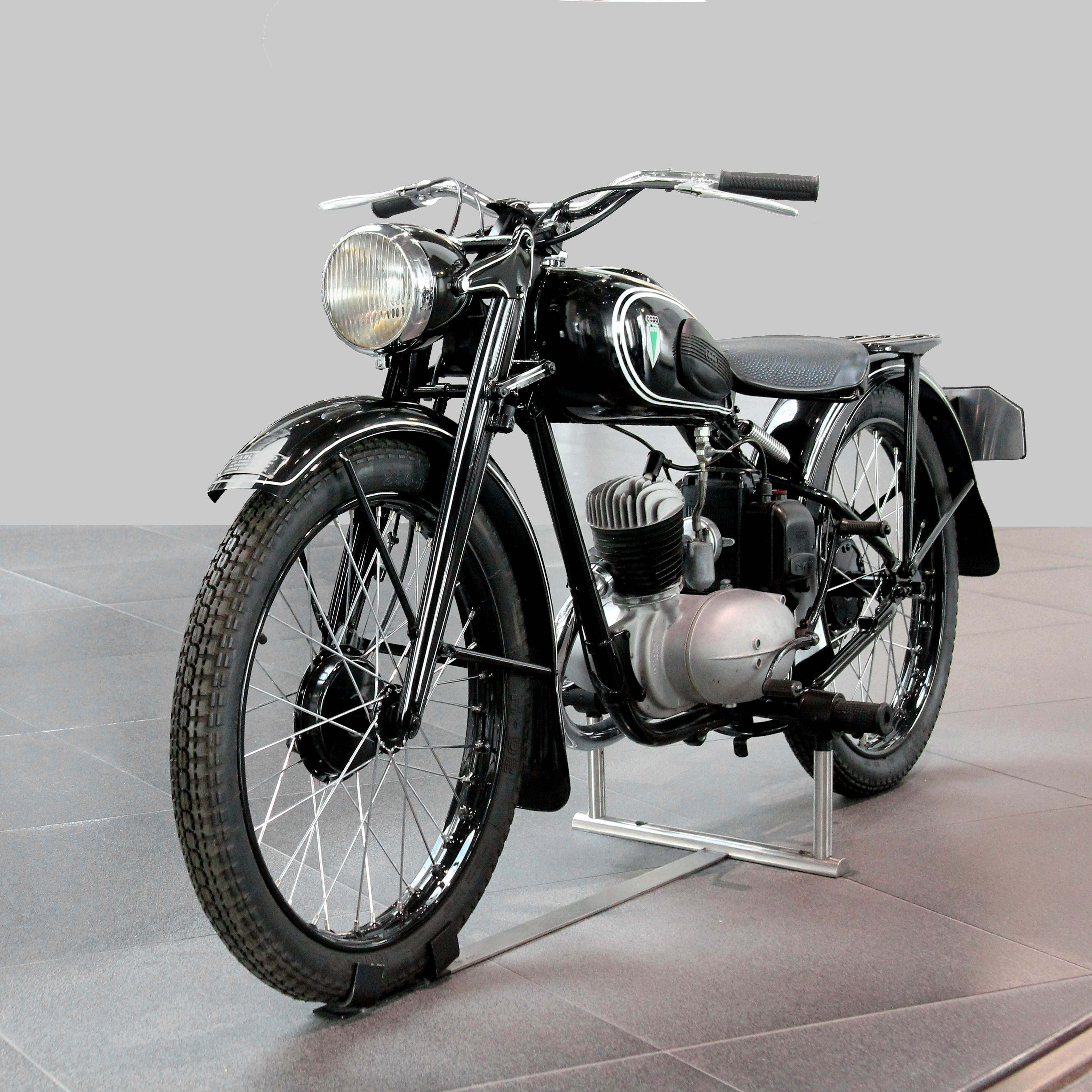
DKW RT 125 W im museum mobile von Audi in Ingolstadt; Baujahr 1950

Nachdem am 17. August 1948 die Auto Union AG aus dem Chemnitzer Handelsregister gelöscht wurde, erloschen nicht nur die Rechte an den Marken Audi, DKW, Horch und Wanderer, sondern auch auf die Auto Union eingetragene Patente an Konstruktionen. Damit war in Ost- und Westdeutschland der Weg frei, die RT 125 nachzubauen.
Die Sowjetunion konnte aufgrund der Regelungen im Potsdamer Abkommen vom 2. August 1945 über die deutschen Vermögenswerte (zu denen auch Patente zählten) in der sowjetischen Besatzungszone, in der die Auto Union AG ihren Unternehmenssitz hatte, verfügen.
Mit dem Kontrollratsgesetz Nr. 5 vom 30. Oktober 1945 wurde das deutsche Auslandsvermögen auf eine beim Kontrollrat gebildete Kommission übertragen sowie Warenzeichen und auch Patente beschlagnahmt. Im Londoner Abkommen über die Behandlung deutscher Patente vom 27. Juli 1946 wurde zwischen den beteiligten Nationen festgelegt, dass noch gültige Patente „der Öffentlichkeit zur Verfügung zu stellen oder zum öffentlichen Besitz zu erklären oder den Untertanen aller Regierungen, die Vertragspartner sind, dauernd zur Erteilung gebührenfreier Lizenzen anzubieten“ sind.

### IFA- und MZ-Modelle in der DDR
Bemühungen, nach Ende des Zweiten Weltkriegs in der Zschopauer Region wieder Motorräder (mit maximal 60 cm³ Hubraum entsprechend einer Bestimmung der Besatzungsmächte) zu bauen, zeigten sich im DKW-Leichtmotorrad L60, das 1947 im nahegelegenen Wilischthal konstruiert wurde. Als der Prototyp auf der Leipziger Frühjahrsmesse 1948 der Öffentlichkeit vorgestellt wurde, stand jedoch bereits fest, dass es zu keiner Serienproduktion kommen würde. Die gesetzliche Hubraum-Freigrenze war inzwischen angehoben worden. Damit eröffnete sich die Möglichkeit, die nicht mehr geschützte Vorkriegskonstruktion RT 125 zu bauen.
Die Motorräder der – mehrfach durch staatliche Beschlüsse umbenannten – Baureihe RT 125 liefen zwischen 1950 und 1965 im früheren DKW-Stammwerk in Zschopau, nun Motorradwerk Zschopau (MZ) vom Band. Die bisherigen Produktionsanlagen der DKW RT 125 konnten dafür jedoch nicht genutzt werden, da sie als Reparationsleistung nach Moskau, später Minsk verbracht wurden, wo später Fahrzeuge unter der Bezeichnung Минск gebaut wurden.
Während 16 Jahren Bauzeit erfolgte eine kontinuierliche Modellpflege des Modells, das zuletzt als MZ 125 bezeichnet wurde. Insgesamt wurden über 324.000 Stück hergestellt.
Der Motor wurde von MZ stetig aber nur geringfügig weiterentwickelt, in seiner Leistung gesteigert und in seiner Grundkonstruktion noch bis Mitte 1985 in Großserie hergestellt. Die letzten damit angetriebenen Modelle waren die MZ TS 125 und TS 150.

### Die RT 125 in der Bundesrepublik Deutschland
Bei der in Ingolstadt neu gegründeten Auto Union GmbH begann 1949 die Produktion der im Vergleich zum Vorkriegsmodell nur leicht veränderten DKW RT 125 W. Das W stand für West, um eine deutliche Abgrenzung zum zu Beginn als IFA-DKW RT 125 vermarkteten Modell zu kennzeichnen.
Bis zur Einstellung der Produktion 1957 war die RT 125 die beliebteste und meistgekaufte Maschine ihrer Klasse – 1952 war nahezu jede zweite zugelassene Achtellitermaschine in der Bundesrepublik Deutschland eine RT 125 der Auto Union GmbH. Insgesamt wurden rund 133.000 Stück produziert.
Nach großen Verlusten im Motorradgeschäft ging die DKW-Zweiradfertigung der Auto Union GmbH 1957/58 in der Zweirad Union auf, die Produktion der 125er-RT-Baureihe wurde, wie auch die der Schwestermodelle mit 175 bis 350 cm³ Hubraum, nicht weitergeführt. 1966 wurden die DKW-Namensrechte an die Sachs-Gruppe verkauft.

### Kopien und Nachbauten in aller Welt
Nach dem Zweiten Weltkrieg wurden die Produktionsanlagen und Unterlagen für die DKW RT 125 als Reparationsleistung in die Sowjetunion verbracht. In Moskau, später Minsk, wurde auf diesen Maschinen die Produktion der DKW RT 125 als M1A „Moskwa“ sozusagen fortgesetzt, ebenfalls in der Sowjetunion wurde ab 1946 der Nachbau К-125 im Degtjarjowwerk in Kowrow hergestellt. Weitere Teile der DKW-Produktionsanlagen gelangten nach Serpuchow.
Für alle Interessenten frei, wurde die RT 125 zum meistkopierten Motorrad der Welt. Viele namhafte Hersteller kopierten das Motorrad teilweise bis ins kleinste Detail. Etwa die ab 1948 in den USA gebaute Harley-Davidson 125, auf der mehrere Modellvarianten bis zum Jahr 1965 basieren. In Großbritannien die BSA Bantam D1 (bei deren Motor die Lage von Kupplung und Lichtmaschine sowie Kickstarter-, Schalt- und Fußbremshebel entsprechend der im britischen Markt üblichen Anordnung – Fußbremshebel links, Kickstarter- und Schalthebel rechts – gegenüber anderen Nachbauten „gespiegelt“ ist). In Polen produzierte Sokół in Warschau mit dem Modell 125 einen Nachbau. In Japan war die Yamaha YA-1 das erste Motorrad des Unternehmens. 1980 zeigte Yamaha den Nachbau auf der IFMA in Köln als „erste Yamaha“, bedankte sich später jedoch in einer Werbeschrift für das „hervorragende Vorbild“.

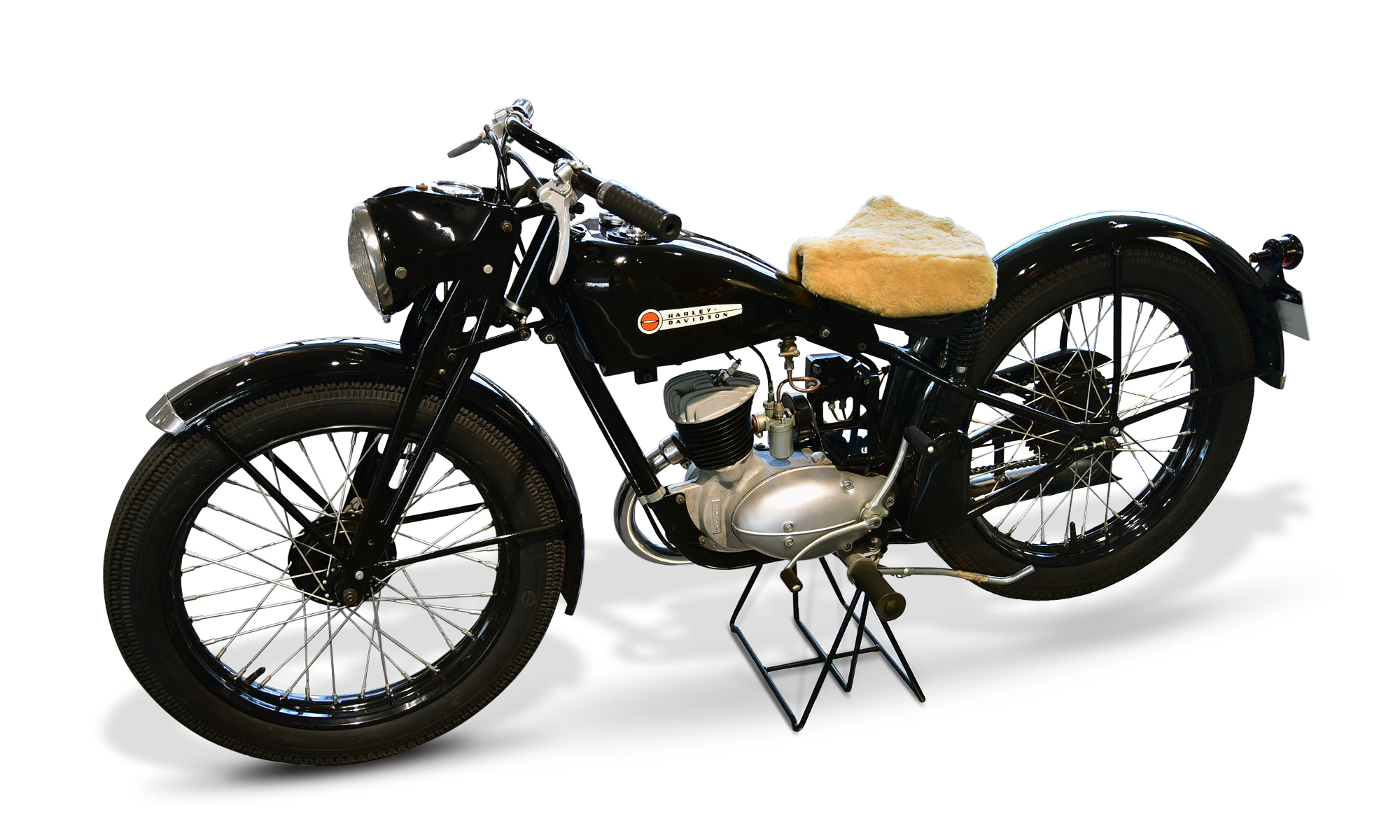
Harley-Davidson 125
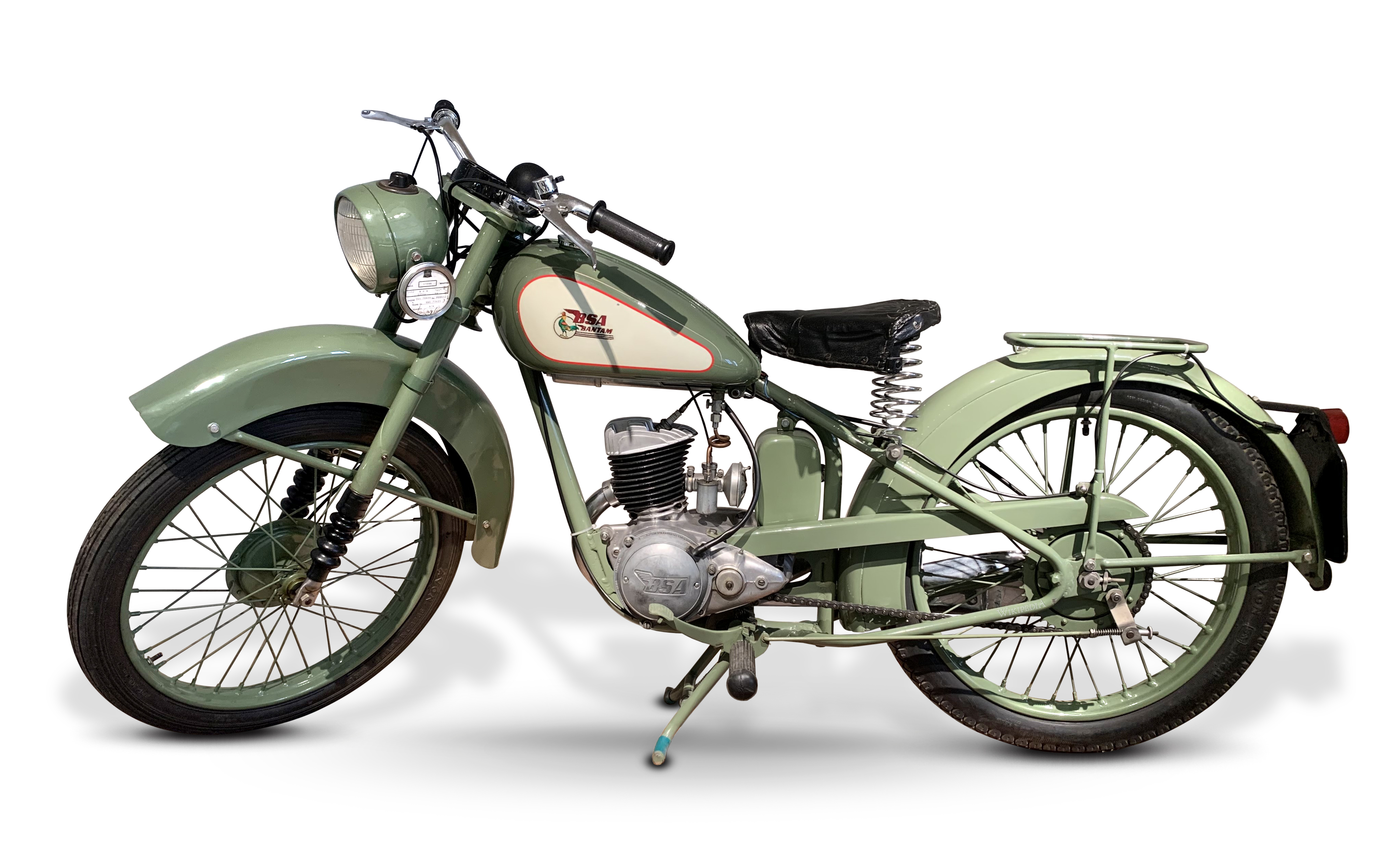
BSA Bantam D1
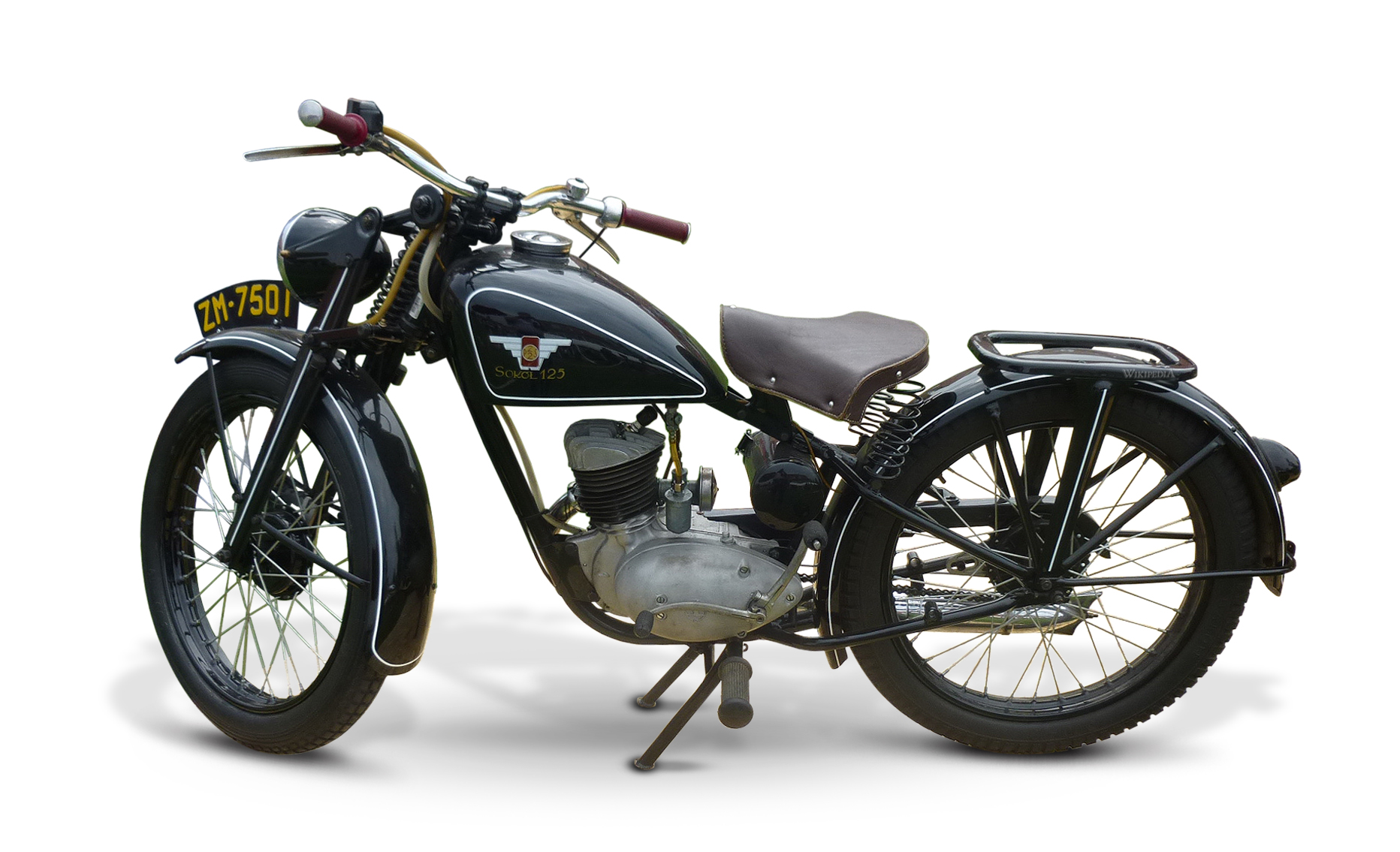
Sokół 125
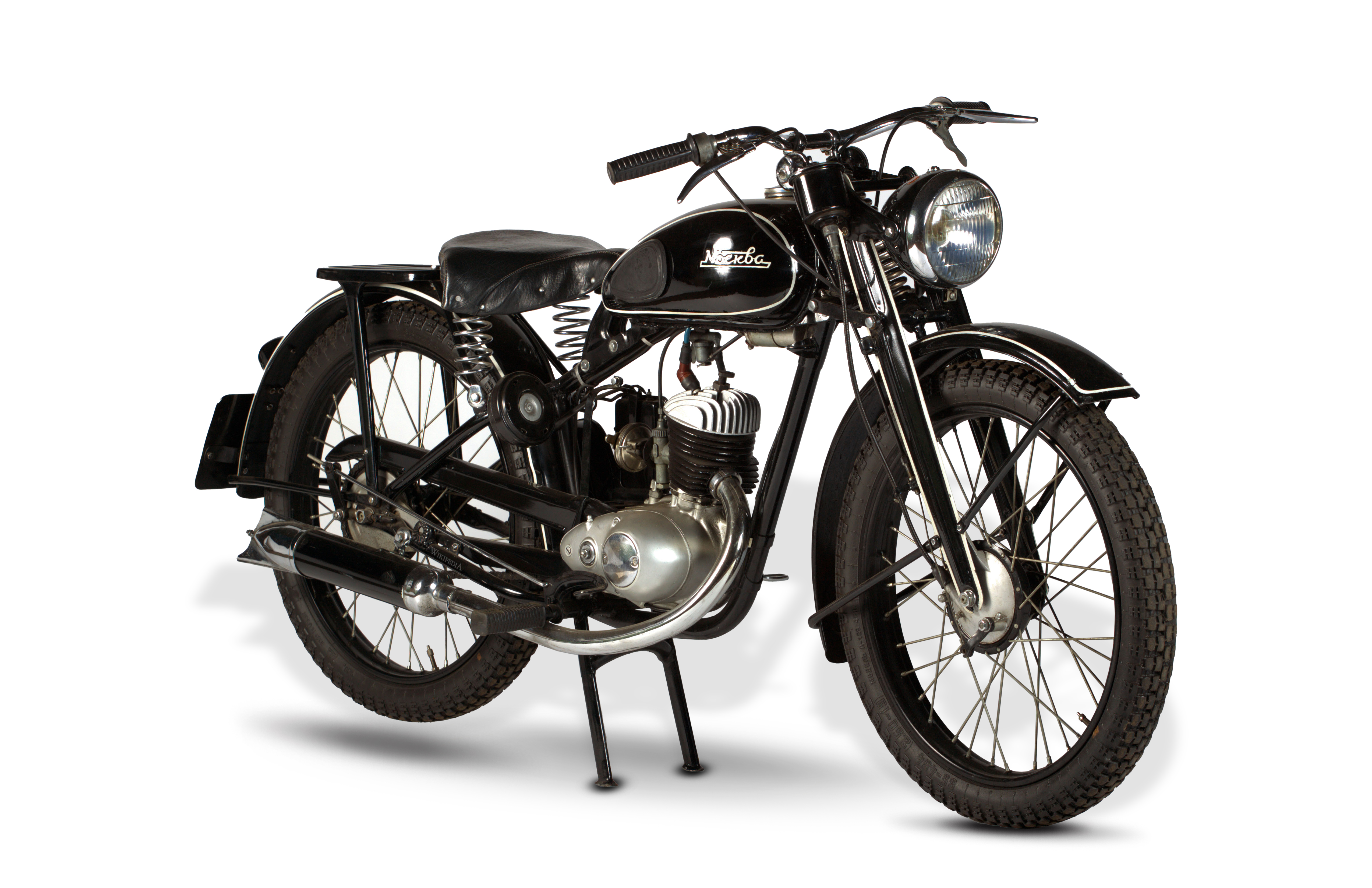
M1A „Moskwa“
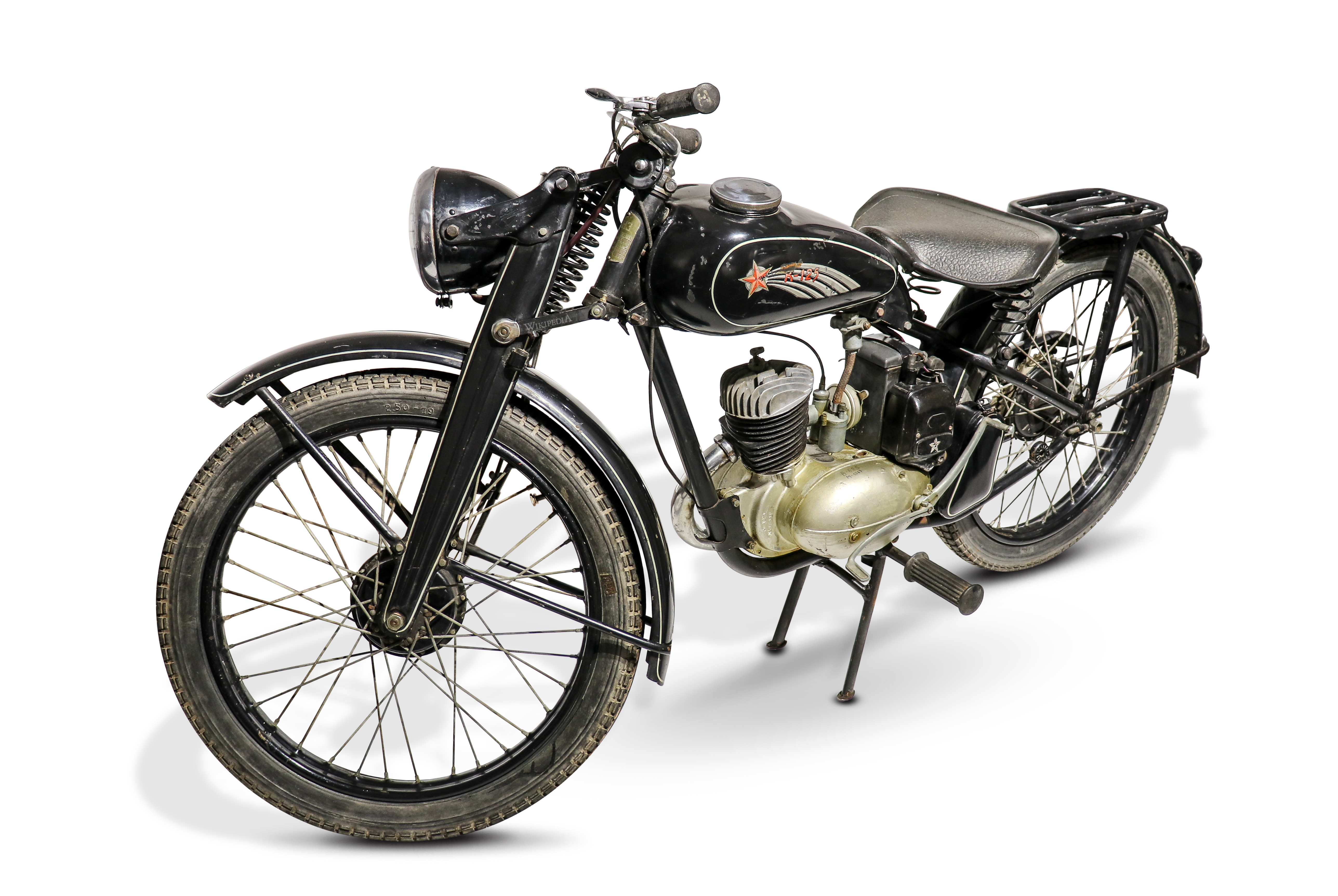
К-125
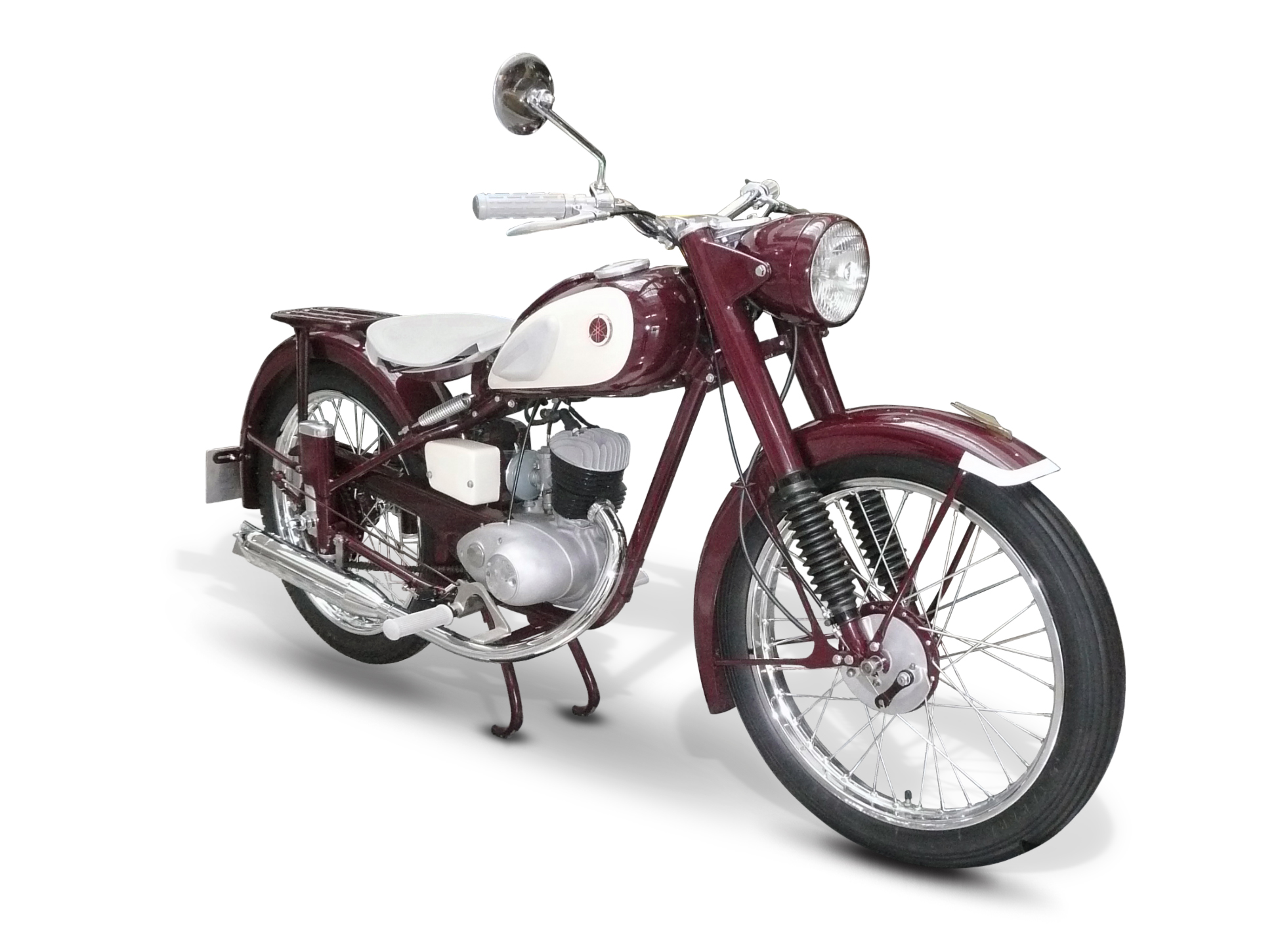
Yamaha YA-1

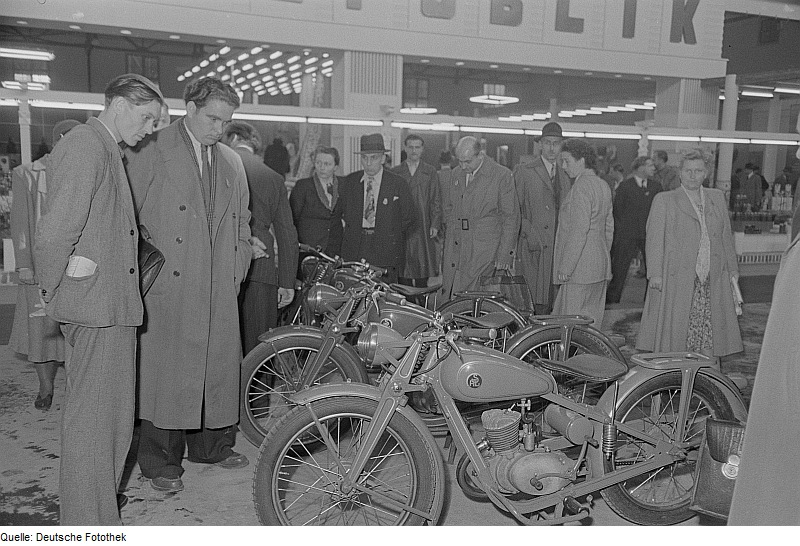
Polnische SHL 125 auf der Leipziger Herbstmesse 1952. Gut erkennbar ist die äußerliche Übereinstimmung von Motorgehäuse und Zylinder mit dem der DKW RT 125. Der Rahmen ist eine Eigenkonstruktion von 1938.

Neben den genannten Kopien – bei denen Rahmen und Motor dem Original sozusagen unverändert glichen – gab es außerhalb Deutschlands Hersteller, die nur den Motor nachbauten und in ein neue entwickelte oder bereits bestehende Rahmenkonstruktion einbauten. Nach Autor und RT-Kenner Claus Uhlmann ist das Merkmal für eine Motorkopie die hohlgebohrte Kickstarterwelle, in die die Schaltwelle eingesetzt ist.
Beispiele dafür sind die polnischen Hersteller SHL, WFM und folgend WSK, welche die Motorkonstruktion des DKW-Motorrads in mehreren Modellen nutzten. Der Automobilbau in Polen war – wie in vielen Staaten mit einer Zentralverwaltungswirtschaft – staatlich gelenkt. Um Wissen und Fertigungskapazitäten zu bündeln, entschied der staatliche Verband für die Automobilindustrie die Produktion der Motoren im Werk Breslau der Państwowe Zakłady Lotnicze (PZL; deutsch Staatlichen Luftfahrt-Werke) durchzuführen. Von dort wurden die genannten Motorradbauer mit den über die Jahre weiterentwickelten baugleichen Motoren beliefert, die damit zigtausendfach polnische 125er-Modelle antrieben.
Die Fahrgestelle und Anbauteile entwickelten polnische Konstrukteure. Die Motoren wurden teilweise bis in die 1970er-Jahre gebaut und infolge einer polnisch-indischen Kooperation ab 1962 von Escorts in Indien unter dem Markennamen Rajdoot bis 2005 in verschiedenen Ausführungen hergestellt.
Ferner gibt es Hersteller, die für ihre 125er-Modelle lediglich gestalterische Anleihen an der DKW RT 125 genommen haben. Mitunter waren das solche, die erst mit dem Bedarf nach einem preisgünstigen eigenen, motorisierten Fortbewegungsmittel nach Ende des Zweiten Weltkriegs in den Motorradbau einstiegen oder sich neu gegründet hatten. In Italien namentlich Moto Morini, Moto Sterzi, Mi-Val und Maserati sowie in Ungarn Csepel.
Anders als oft fälschlich angenommen, ist die Royal Enfield WD/RE keine Kopie der DKW RT 125, sondern eine Kopie ihres Vorgängermodells RT 100.

## Die RT 125 als Oldtimer
Sehr gut restaurierte Fahrzeuge der Zustandsnote 1 kosten zwischen 4.300 und 4.600 Euro. Gepflegte, unrestaurierte und unverbastelte fahrbereite Vorkriegs-, Wehrmachtsmodelle und Nachkriegsmodelle mit Trapezgabel im Originalzustand werden auch teurer gehandelt.
Die Anschaffung einer alten RT 125 ist in Anbetracht der überschaubaren Zweitakttechnik des zuverlässigen Motors und der einfachen Fahrwerkskonstruktion unbedenklich. Die Ersatzteilversorgung ist durch die weitestgehende Kompatibilität der Bauteile der vielen Hersteller problemlos. Ein Nachteil ist jedoch, das vor allem bei älteren Modellen Teile vom Motor und Getriebe von den Nachfolgemodellen eingebaut wurden.
Einige Exemplare werden noch heute als Alltagsfahrzeug genutzt.
Im niederländischen Lieren findet seit 2002 jährlich ein internationales RT-125-Treffen statt, seit 2006 auch im sächsischen Dorfchemnitz.